# José Mora (futbolista ecuatoriano)
José Mora (Guayaquil, Ecuador; 28 de agosto de 1975) es un exfutbolista de Ecuador que jugaba en la posición de delantero centro.

## Carrera

### Club
| Periodo   | Club         |
| --------- | ------------ |
| 1995-2004 | Barcelona SC |
| 2005      | CD Quevedo   |

### Selección nacional
Jugó para Ecuador en ocho ocasiones en 1995 y su único gol internacional lo anotó el 13 de julio de 1995 en la victoria por 2-1 sobre Perú en Rivera, Uruguay por la Copa América 1995.

## Logros
- Serie A de Ecuador (2): 1995, 1997